# درع خولم
درع خولم (بالألمانية: Cholmschild) كانت زخارف عسكرية ألمانية في الحرب العالمية الثانية مُنحت لأولئك الذين قاتلوا في جيب خولم بين 21 يناير و5 مايو 1942. وقد تم تأسيسها في 1 يوليو 1942 وهي أندر الدروع القتالية الألمانية مع ما يقرب من 5،500 مستلم. توقف منح الجائزة اعتبارًا من 1 أبريل 1943.  

## الخلفية والتصميم

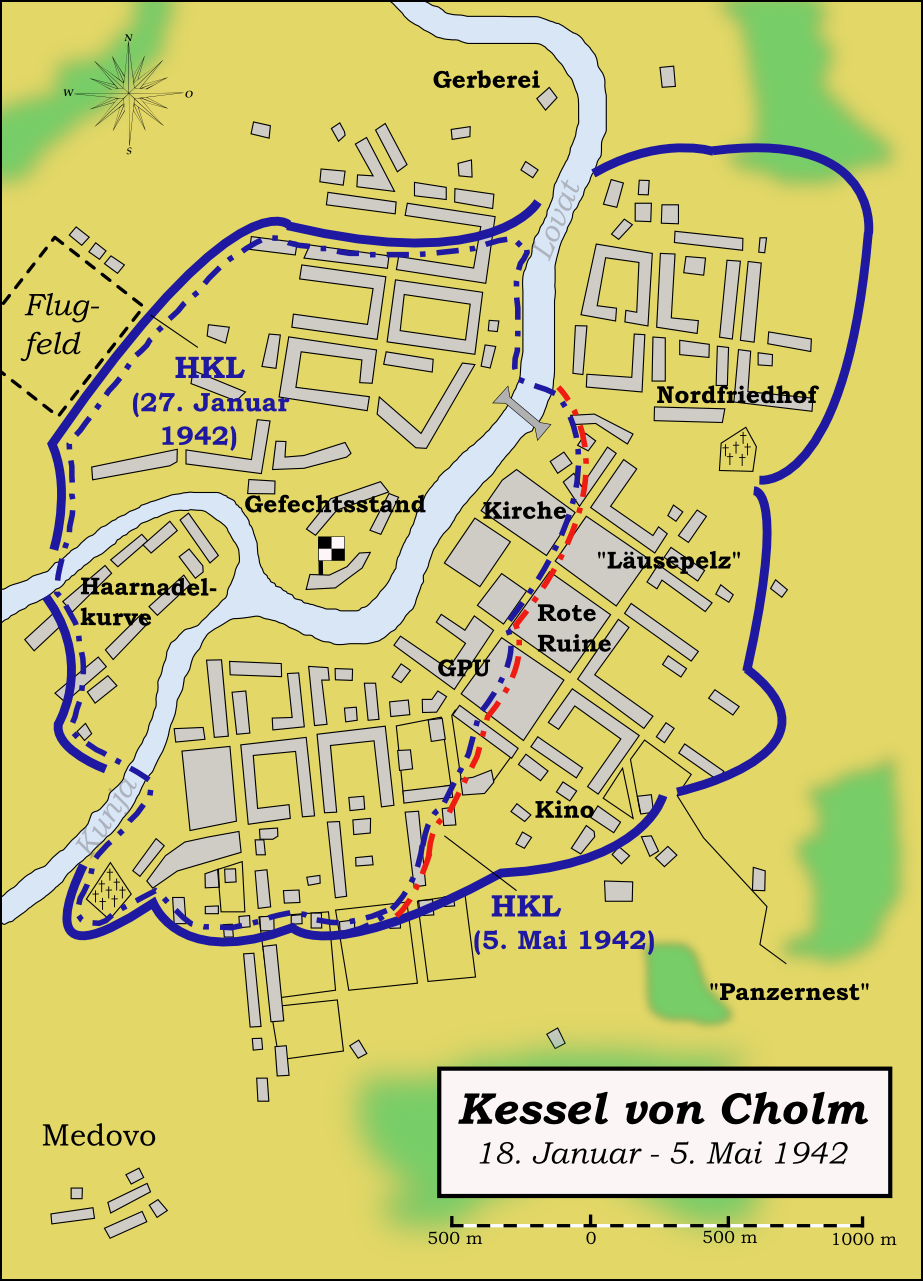
خريطة لجيب تشيلم (خولم) تُظهر القوات الألمانية المحاصرة.

في يناير 1942، بدأ الجيش الأحمر السوفياتي سلسلة من الهجمات المضادة ضد الجيش الألماني. في سياق هذه العمليات، تعرضت مدينة تشيلم المحتلة الألمانية للهجوم في 18 يناير 1942. بحلول 21 يناير، كانت المدينة محاطة بقطعها مما أدى إلى إنشاء جيب خولم. بقيادة جينيرال لوتنانت ثيودور شيرير تم تزويد مجموعة مختلطة من الفيرماخت ولوفتفافه وأفراد الشرطة عن طريق الجو حتى تم تحريرهم في 5 مايو 1942.

## معايير الجائزة
للحصول على الدرع، كان على العسكريين:  
- الخدمة بشرف في جيب خولم في التواريخ المحددة؛ أو
- تحليق وهبوط في المطار داخل الجيب لعمليات إعادة الإمداد